# Pierre-Marie Delaunay
Pierre-Marie, chevalier Delaunay (14 août 1755, Angers - 10 juillet 1814, Angers), est un homme politique français.

## Biographie
La monarchie constitutionnelle mise en place par la constitution du 3 septembre 1791 prend fin à l'issue de la journée du 10 août 1792 : les bataillons de fédérés bretons et marseillais et les insurgés des faubourgs de Paris prennent le palais des Tuileries. Louis XVI est suspendu et incarcéré à la tour du Temple. 
En septembre 1792, Pierre-Marie Delaunay, alors président du tribunal criminel du Maine-et-Loire, est élu député du département, le huitième sur onze, à la Convention nationale. Il est surnommé « Delaunay le Jeune » ou « Delaunay d'Angers » pour être différencié de son collègue et homonyme Joseph Delaunay, député montagnard. 
Il siège sur les bancs de la Plaine. Lors du procès de Louis XVI, il vote « la réclusion, et le bannissement à la paix » ; il rejette l'appel au peuple mais se prononce en faveur du sursis à l'exécution de la peine. En avril 1793, il est absent lors du scrutin sur la mise en accusation de Jean-Paul Marat. Celui-ci le dénonce cependant, un mois plus tard dans son journal, comme « membre de la faction des hommes d’État ». En mai, il est également absent lors du scrutin sur le rétablissement de la Commission des Douze. 
En mai 1793, Delaunay est en effet envoyé en mission auprès de l'armée des côtes de la Rochelle, aux côtés de Jacques Dandenac. Il est rappelé à la Convention en juin. En frimaire an III (décembre 1794), il est envoyé en mission auprès de l'armée de l'Ouest. Il contribue à la signature du traité de La Jaunaye entre le général Charette et la Convention. En floréal (mai 1795), il est envoyé en mission auprès de l'armée des côtes de Brest. 
En messidor an III (juillet 1795), Delaunay est élu membre du Comité de Sûreté générale, aux côtés d'Edme Bailly, de Jacques Mariette et de Jean-Baptiste Perrin. Le 1er vendémiaire an IV (le 23 septembre 1795), il est élu secrétaire de la Convention, aux côtés de Antoine-Augustin Auger et de Jean-François-Philippe Deleville, sous la présidence de Pierre Baudin. 
Élu par son département au Conseil des Cinq-Cents, le 22 vendémiaire an IV, il demande l'organisation d'un ministère de la police, et une loi contre la presse.
Membre du Tribunal de cassation en 1797, il adhère en 1799 au coup d'État du 18 brumaire et est nommé, au lendemain de cet événement, président du tribunal criminel de Maine-et-Loire. Le 9 floréal suivant, il devient juge au tribunal d'appel d'Angers. Il préside en octobre 1801 le tribunal qui envoie à la guillotine les prétendus coupables de l'enlèvement du sénateur Clément de Ris. Ce procès sert de trame au roman de Balzac Une ténébreuse affaire. Delaunay se montre très sévère dans la répression des crimes politiques, est décoré de la Légion d'honneur le 25 prairial an XII (1804), nommé conseiller général de Maine-et-Loire le 28 août 1808, créé chevalier de l'Empire, le 5 août 1809, et promu président de chambre à la cour impériale d'Angers le 2 avril 1811. Il meurt dans l'exercice de ces fonctions.

## Sources
- « Pierre-Marie Delaunay », dans Adolphe Robert et Gaston Cougny, Dictionnaire des parlementaires français, Edgar Bourloton, 1889-1891 [détail de l’édition]